# Masashi Ebinuma
Masashi Ebinuma, född den 15 februari 1990 i Oyama, Japan, är en japansk judoutövare.
Han tog OS-brons i herrarnas halv lättvikt i samband med de olympiska judotävlingarna 2012 i London. Vid olympiska sommarspelen 2016 i Rio de Janeiro tog han ytterligare en bronsmedalj.